# Friedrich A. Schott
Friedrich A. Schott (* 9. April 1939 in Kleve; † 30. April 2008 in Kiel) war ein deutscher Ozeanograph, der zuletzt als Emeritus am der Kieler Universität angegliederten Leibniz-Institut für Meereswissenschaften tätig war.

## Werdegang
Friedrich A. Schott studierte Ozeanographie in Kiel und promovierte anschließend. Nach der Promotion arbeitete er zunächst für einige Jahre in der freien Wirtschaft, bevor er 1968 als Wissenschaftlicher Assistent in das damalige Institut für Meereskunde Kiel – heute GEOMAR Helmholtz-Zentrum für Ozeanforschung Kiel – eintrat, wo er 1974 habilitierte. Ab 1978 wirkte er für fast zehn Jahre als Professor an der University of Miami, bevor er 1987 den Ruf an die Universität Kiel auf die C4-Professur für Physikalische Ozeanographie annahm. Er wurde im Jahr 2004 emeritiert und verstarb am 30. April 2008 an den Folgen einer schweren Krankheit.

## Leistungen
Im Zentrum der wissenschaftlichen Arbeit Schotts steht das bessere Verständnis der Meeresströmungen und ihre Bedeutung für das globale Klima. Durch mehr als 30 Expeditionen mit Forschungsschiffen in die Schlüsselregionen des Atlantiks und des Indischen Ozeans sammelte er viele Beobachtungsdaten und leistete so einen wichtigen Beitrag zur besseren Kenntnis der Ozeanzirkulation. Pionierleistungen wie die Erforschung der Reaktion des Somalistroms auf die wechselnden Monsunwinde festigten den internationalen Ruf der Kieler Meeresforschung. Schott gelang ferner erstmals die Lösung eines sehr alten Problems der Ozeanographie, nämlich jenes der eindeutigen Bestimmung der Ozeanzirkulation aus hydrographischen Messungen. Schott trug auch entscheidend dazu bei, den Prozess des Absinkens von kalten Wassermassen aufzuklären, der wesentlich für die Tiefenzirkulation im Atlantik und die Klimarolle des Golfstroms ist.

## Werke
Das wissenschaftliche Werk Schotts umfasst weit über 100 Publikationen in international angesehenen Fachzeitschriften. 

## Auszeichnungen
Schotts Forschungsleistungen wurden mit verschiedenen Auszeichnungen führender wissenschaftlicher Gesellschaften gewürdigt, so mit der Fridtjof-Nansen-Medaille der European Geophysical Society und dem Henry Stommel Research Award der American Meteorological Society. Von der letzteren Gesellschaft wie auch von der American Geophysical Union wurde er darüber hinaus zum Fellow ernannt, eine Ehrung, die nur wenigen Wissenschaftlern zuteilwird.
Auszeichnungen:
- Fridtjof-Nansen Medal, European Geophysical Society (EGS), 1997
- Fellow, American Geophysical Union (AGU), 1997
- Excellence in Refereeing, AGU 2002
- Fellow, American Meteorological Society (AMS), 2004
- Henry Stommel Research Award, AMS, 2004
- Starr Lecturer, MIT 2005
- Prince Albert I Medal, Internat. Association for the Physical Sciences of the Ocean (IAPSO), 2005
- Excellence in Refereeing, AGU, 2007

| Personendaten    | Personendaten         |
| ---------------- | --------------------- |
| NAME             | Schott, Friedrich A.  |
| KURZBESCHREIBUNG | deutscher Ozeanograph |
| GEBURTSDATUM     | 9. April 1939         |
| GEBURTSORT       | Kleve                 |
| STERBEDATUM      | 30. April 2008        |
| STERBEORT        | Kiel                  |